# Geographie Neuseelands

Neuseeland

Neuseeland liegt östlich von Australien im südlichen Teil des Pazifischen Ozeans und damit von Europa aus gesehen auf der anderen Seite des Globus. Aus diesem Grund wird das Land vor allem aus deutscher Sicht häufig auch als "Das Ende der Welt" bezeichnet. Doch auch die Neuseeländer selbst, die sich gerne als Kiwis bezeichnen, sehen – mit einer Prise Humor versehen – sich selbst am Ende der Welt liegend und bedienen damit gerne Klischees deutscher oder europäischer Touristen.
Betrachtet man lediglich die drei Hauptinseln North Island (Māori: Te-Ika-a-Maui), South Island (Māori: Te Wai Pounamu) und die viel kleinere Stewart Island, die zusammen rund 98,3 % des Inselstaates ausmachen, würde sich, projiziert auf die Nordhalbkugel, Neuseeland von einem Punkt nordwestlich von Rabat in Marokko aus, über Spanien und Portugal bis hinauf zur Keltischen See erstrecken.

## Ausdehnung und Lage
Neuseeland zählt geografisch gesehen zu Ozeanien und damit zu all jenen Inseln, die geologisch betrachtet keinem der sieben bekannten Kontinente zugeordnet werden können. Das Land besteht aus den zwei großen Hauptinseln North Island und South Island, der sich im Süden anschließenden weitaus kleineren Stewart Island, etwa 700 weiteren kleinen Inseln, die alle nicht weiter als 50 km von den Hauptinseln entfernt liegen und die als New Zealand Offshore Islands bezeichneten Inseln, zu denen die Chatham Islands, die unbewohnten subtropischen Inseln Kermadec Islands und Three Kings Islands im Norden und die ebenfalls unbewohnten und subantarktischen Inseln Antipodes Islands, Auckland Islands, Bounty Islands, Campbell Island und Snares Islands im Süden gehören. Alle Inseln befinden sich auf einem unter dem Meeresspiegel liegenden Kontinent, der allgemein als Zealandia bezeichnet wird. Der Kontinentalschelf besitzt die Größe von der Hälfte Australiens, wobei die Landmasse, die aus dem Wasser herausragt und Neuseeland darstellt, lediglich 7 % des gesamten Kontinentalschelfs ausmacht.

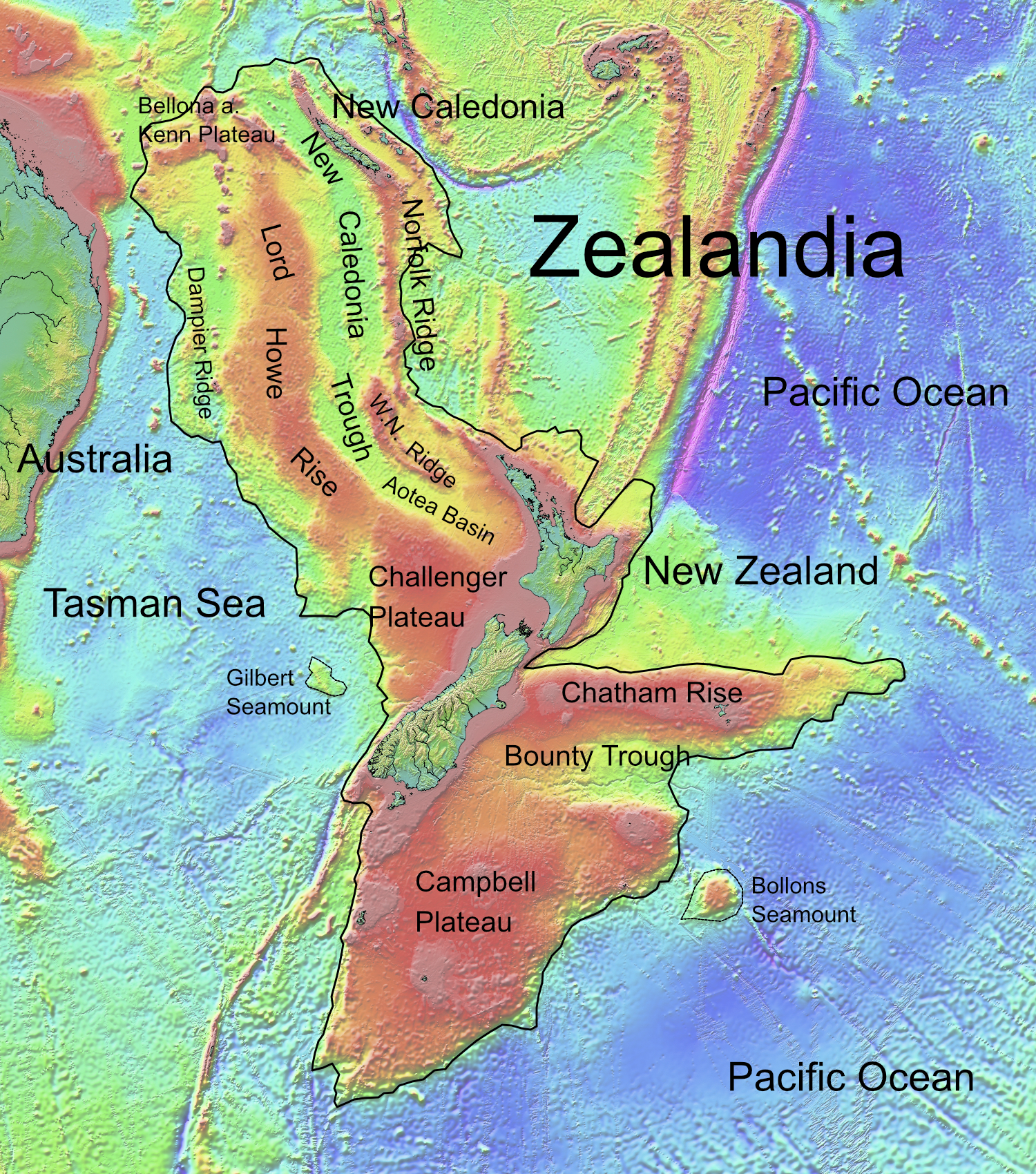
Der unter dem Meeresspiegel verborgene Kontinent Zealandia

Die drei Hauptinseln, die von den Māori zusammenbetrachtet als Aotearoa (Deutsch: Land der langen weißen Wolke) bezeichnet werden, liegen im Süden auf der Höhe von Fiordland rund 1490 km östlich von Tasmanien. Der nördlichste Zipfel Neuseelands, das Cape Reinga / Te Rerenga Wairua, befindet sich dagegen 1965 km östlich von Australien und fast auf demselben Breitengrad wie Sydney. Im Norden liegen die nächsten größeren Inseln mit jenen von Neukaledonien rund 1400 km und mit den Fidschi-Inseln 1865 km entfernt. Bis zur Antarktis im Süden sind es auf direktem Wege rund 2460 km und nach Osten liegen mehr als 7400 km Seeweg zwischen der chilenischen Küste und der Südinsel Neuseelands. Im Westen grenzen die Hauptinseln an die Tasmansee, im Norden, Westen und Süden umschließt der Pazifische Ozean das Land.
Das gesamte Staatsgebiet von Neuseeland umfasst eine Fläche von 270.534 km², wovon rund 97,6 % auf die beiden Hauptinseln
- North Island, (Nordinsel) mit 113.729 km² und
- South Island, (Südinsel) mit 150.437 km²

entfallen.
Die nächstgrößten, bewohnten Inseln sind
- mit 1680 km² Stewart Island, 30 km südlich der Südinsel und
- mit 963 km² Chatham Islands, 650 km südöstlich der Nordinsel.[6]

Alle anderen Offshore Inseln sind unbewohnt.
Die beiden Hauptinseln zuzüglich Steward Island im Süden erstrecken sich, auf einer südwestlich-nordöstlichen Achse liegend, über rund 1600 km. Die an ihrer engsten Stelle 35 km breite Cook Strait trennt die Südinsel von der Nordinsel, die bis zu 26 km enge Foveaux Strait trennt Stewart Island von der Südinsel. Von keinem Punkt auf den neuseeländischen Inseln liegt die Meeresküste weiter als 130 km entfernt. Durch die zum Teil stark zerklüfteten Küstenlandschaften bringt es Neuseeland auf schätzungsweise zwischen 15.000 km und 18.000 km Küstenlinie.

## Koordinaten
Als Staatsgebilde mit all seinen Inseln beginnt Neuseeland im Westen auf den Koordinaten 50° 48′ S, 165° 52′ O mit den Auckland Islands und im Norden auf 29° 13′ S, 177° 55′ O mit den Kermadec Islands, endet im Osten auf 43° 58′ S, 175° 50′ O mit den Chatham Islands und im Süden auf 52° 38′ S, 169° 7′ O mit den Campbell Islands. Betrachtet man aber nur die drei Hauptinseln des Landes, dann erstreckt sich das Kernland von North Cape (34° 23′ 47″ S, 173° 1′ 0″ O) im äußersten Norden bis zum South Cape als südlichster Punkt auf Stewart Island (47° 17′ 25″ S, 167° 32′ 16″ O).

## Topografie und Naturräume
Der überwiegende Teil Neuseelands besteht aus Gebirgs- und Hügellandschaften. Größere Ebenen befinden sich mit den Canterbury Plains und den Southland Plains lediglich in der Mitte und im Süden der Südinsel und mit den Waikato Plains südlich von Auckland auf der Nordinsel. Die Maniototo Plain in Otago, die Hauraki Plains südwestlich der Coromandel Peninsula und die Heretaunga Plains südwestlich von Napier zählen zu den kleineren Ebenen des Landes.

Mount Ngauruhoe

Die Nordinsel von Neuseeland ist von Bruchschollengebirgen, die sich mit ihren Verwerfungen von den Remutaka Range nahe Wellington, nordöstlich verlaufend bis zu den Raukumara Range im nordöstlichsten Zipfel der Nordinsel hinziehen, unterteilt. In der Mitte der Insel bestimmt das North Island Volcanic Plateau, mit seinen bis zu 2797 Meter hohen Vulkanen Mount Ruapehu, Mount Ngauruhoe, Mount Tongariro und Mount Taranaki und dem ehemaligen kollabierten Vulkan Taupō, in dessen Krater sich der Lake Taupō als Neuseelands größter Binnensee gebildet hatte, das Landschaftsbild.
Auf der Südinsel bestimmen die Southern Alps (Neuseeländischen Alpen) mit ihren Ausläufern in großen Teilen das Landschaftsbild. Die über 3000 m hohe alpine Bergkette teilte den Norden der Südinsel in zwei Teile um dann weiter südlich verlaufend die Westküste der Insel mit hohen Bergen, tiefen Fjorden und dem für Neuseeland typischen Regenwald zu formen. Aoraki/Mount Cook (Māori: Aoraki), mit 3724 m höchster Berg Neuseelands, befindet sich auf halber Strecke dieser südsüdwestlich verlaufenden Gebirgskette.

### Neun Ökoregionen
Neuseeland wird, klassifiziert nach geologischen, klimatischen, topologischen und biologischen Kriterien, in neun Ökoregionen aufgeteilt:
- The northern islands – Die nördlichen Inseln, wozu Kermadec Islands, Three Kings Islands, Poor Knights Islands und Norfolk Island zählen, obwohl letztere zum australischen Staatsgebiet gehört, geografisch aber näher an Neuseeland liegt. Die Inseln haben ein warm-feuchtes Klima mit ursprünglich flachwüchsigem Wald- und Buschlandschaft. Die Inseln sind für Wissenschaftler von großem Interesse, da sie biologisch gesehen ein Bindeglied zwischen den neuseeländischen Hauptinseln und den pazifischen Inseln darstellen.[9]

- Northern North Island – Die Ökoregion des nördlichen Teils der Nordinsel erstreckt sich vom North Cape hinunter bis Kāwhia und in östliche Richtung bis zum East Cape. Diese Region ist klimatisch von feucht-warmen Witterungen bestimmt, mit subtropischen Verhältnissen an den Küsten. Die Wälder in der Region sind deshalb besonders artenreich und vielfältig. Über Hundert verschiedene Baumarten und Sträucher sind hier zu finden, viele von ihnen gibt es nur in dieser Region.[10]

- The Volcanic Plateau – Das Zentrum der Nordinsel, auch als Central Volcanic Plateau bezeichnet, ist Teil des Pacific Ring of Fire, einem Ring um den Pazifischen Ozean, der von vulkanischen Aktivitäten geprägt ist. Entsprechend haben diese vulkanischen Aktivitäten über Jahrmillionen das Landschaftsbild dieser Region bestimmt. Vulkanasche, Lava, in der Mitte, sowie Grauwacke an den durch Verwerfungen entstandenen Bergketten im Osten und schroffer Sandstein und Mudstone im Westen sind die vorherrschenden Gesteinsarten der Region. Hier im Zentralen Hochland der Nordinsel befinden sich auch die drei höchsten aktiven Vulkane des Landes, Tongariro, Ngāuruhoe, und Ruapehu, sowie die beiden größten mit Wasser voll gelaufenen Calderas Taupō und zum Teil im Bereich des Ōkataina Volcanic Centre, wo sich acht Seen gebildet haben.[11]

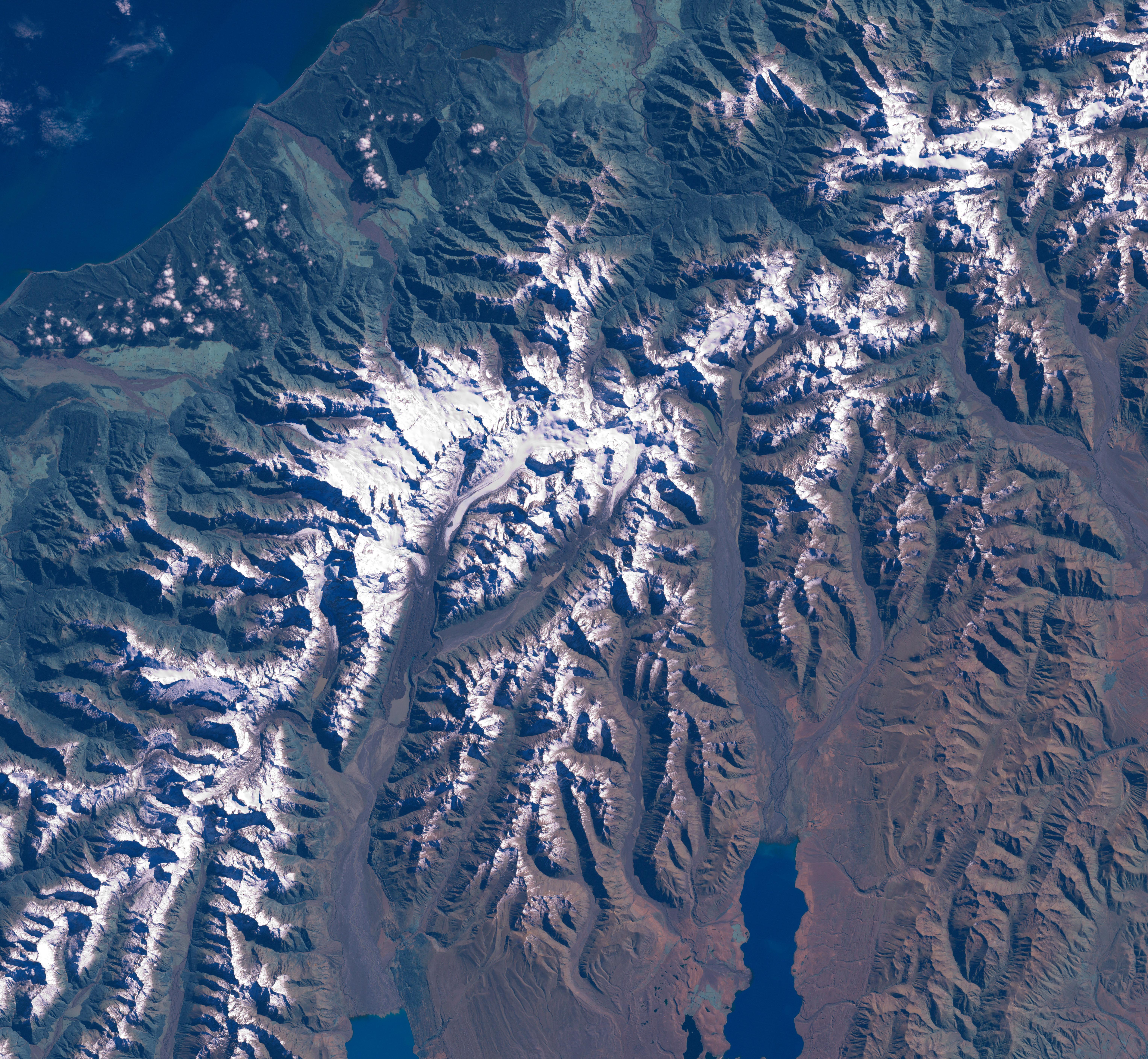
Teil der neuseeländischen Alpen

- The Southern Alps and other axial ranges – Mit den südlichen Alpen und den anderen axial verlaufenden Bergketten sind auf der Südinsel die Neuseeländischen Alpen und auf der Nordinsel die Tararua Range, Ruahine Range, Kaweka Range, Kaimanawa Mountains und die Raukumara Range gemeint. Sie alle verlaufen in südsüdwestlicher Richtung aneinandergereiht entlang der Linie, auf der die Pazifische Platte mit der Australischen Platte kollidiert und finden ihren Höhepunkt in der höchsten Erhebung des Landes dem Aoraki/Mount Cook. Sie teilen die Nord- und Südinsel in Ost und West auf.[12]

- Windward districts (exposed to westerlies) (windzugewandten Distrikte (den Westwinden ausgesetzt)) – Da die bevorzugte Windrichtung Neuseelands Südwest bis West ist, bringen die Winde viel Feuchtigkeit von der Tasmansee mit und lassen die regenreichen Wolken an den ansteigenden Hängen der Bergketten an der Westküste (West Coast und Fiordland) abregnen. Entsprechend üppig ist hier die Vegetation. Vor allem die Westküste der Südinsel ist für den immer feuchten und für Neuseeland typischen gemäßigten Regenwald mit seinen exotisch wirkenden Baumfarne bekannt.[13]

- Leeward districts (protected from westerlies) (windabgewandten Distrikte (vor den Westwinden geschützt)) – Die östlich der Bergketten gelegenen Gebiete sind trockener und sonniger als den westlichen Regionen. Entsprechend hat sich hier die Vegetation dem fehlenden Regen angepasst. Auf den seichter abfallenden Hängen und den Flachlandgebieten dominieren Koniferen-Wälder mit Bäumen wie Mataī, Tōtara und Miro. Rimu, Silver beech, Rātā und Kāmahi kommen an den feuchteren Hängen der inländischen Bergen vor. In den Ebenen findet man das für Neuseeland typische Tussock vor.[14]

- Central Otago Distrikt gehört zu den trockensten und im Winter kältesten Regionen Neuseelands. Geschützt durch die im Westen liegenden Bergen hat sich hier eine einem Landklima entsprechende Witterung entwickelt. Bei weniger als 600 mm Niederschlag pro Jahr ist die Vegetation zum Teil spärlich. Toatoa, Kānuka, Kōwhai, Muehlenbeckia, Coprosma, Olearia, gehören zur vorherrschenden Vegetation. Durch den hohen Verdunstungsgrad in der Region sind die Böden salzhaltiger als anderswo.[15] Neuseelands einziger Salzsee, der Sutton Salt Lake[16], befindet sich im Hochland von Otago, 65 km nordwestlich von Dunedin.

- Chatham Islands – Die Inselgruppe der Chathams liegt rund 650 km südöstlich der Nordinsel von Neuseeland. Zumeist kühl, bewölkt, windig und regnerisch, hat sich auf den bis zu knapp 300 Meter hohen Inseln eine eigene Vegetation gebildet. Zahlreiche Pflanzen gelten als endemisch.[17] Die Mehrzahl der endemischen Vogelarten ist allerdings durch die Einwirkungen von Menschen bereits ausgestorben.

- The southern islands – Zu den südlichen Inseln Neuseelands zählen die Bounty Islands, Snares Islands, Antipodes Islands, Campbell Island, Auckland Islands und die Macquarie Island. Sie werden häufig auch die Subantarktischen Inseln genannt. Sie vereint ein wolkiges und windiges Wetter mit wenig Sonnenschein, aber fast ständigem Regen und wenig Variation in den Temperaturen über das Jahr hinweg. Die Inseln umgebenden Gewässer gelten als sehr fischreich.[18]

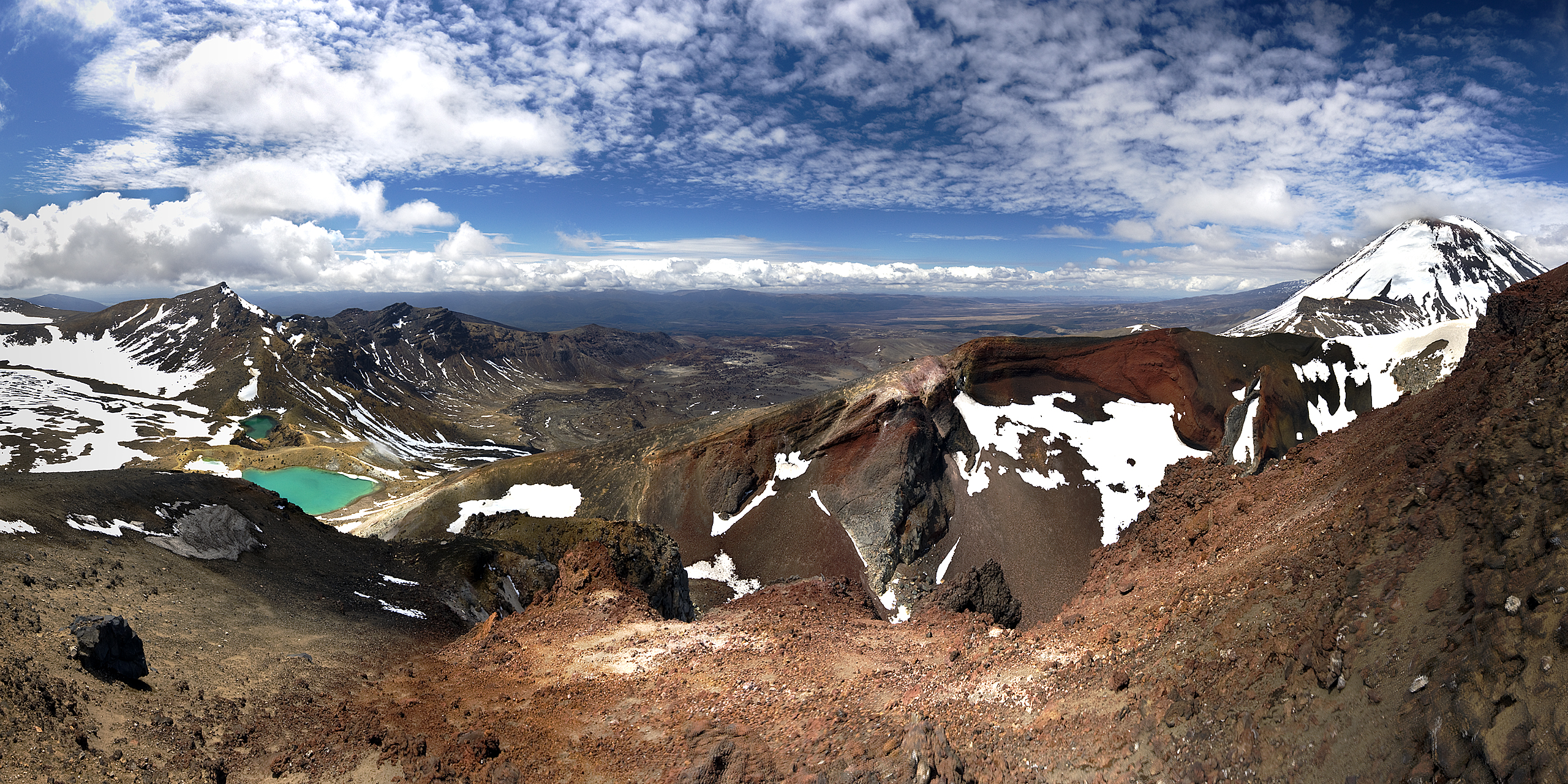
Emerald Lakes, Red Crater und Mount Ngauruhoe als Teil des Tongariro Northern Circuit des Tongariro National Park

### Nationalparks
Neuseeland besitzt 14 Nationalparks mit einer Gesamtfläche von 31.168,53 km². Die Parks unterstehen dem Department of Conservation, das für den Naturschutz in Neuseeland zuständig ist. Der älteste Nationalpark ist der Tongariro National Park im zentralen Hochland der Nordinsel, der 1887 gegründet und 1990 als UNESCO-Welterbe ausgezeichnet wurde. Der größte unter den Parks ist allerdings mit rund 1257 km² der Fiordland National Park im Südwesten der Südinsel.

### Meeresschutzgebiete
Neuseeland hat über die Jahre von 1975 an bis 2008 insgesamt 39 Meeresschutzgebiete in seinem Hoheitsgebiet eingerichtet. 33 von ihnen werden als Marine Reserves (Meeresschutzgebiete) und sechs davon Marine Mammal Sanctuaries (Schutzgebiet für Meeressäugetiere). Alle Gebiete, die eine Gesamtfläche rund 3670 km² umfassen, unterstehen ebenfalls dem Department of Conservation. Als erstes Meeresschutzgebiet wurde Cape Rodney-Okakari Point Marine Reserve, westlich von Te Hauturu-o-Toi / Little Barrier Island mit einer bescheidenen Fläche von 547 Hektar ausgewiesen. Neuseelands größtes Meeresschutzgebiet ist heute das West Coast North Island Marine Mammal Sanctuary mit einer Fläche von rund 1193 km² entlang der Westküste der Nordinsel von New Plymouth hoch bis unterhalb von Hokianga Harbour verläuft.

## Land- und Bodennutzung
Neuseeland wird nicht umsonst wegen seiner vielfältigen und vielfach noch ursprünglichen Naturlandschaft hoch geschätzt. Statistiken aus dem Jahr 2002 belegen, dass mehr als die Hälfte des Landes noch aus unberührter Natur besteht, wovon 50 % des Landes natürliche Vegetation, Wald und anderen natürlichen Flächen ausmachen und 9 % von exotischem Wald und Buschland bedeckt sind. 39 % des Landes wird demnach als Weideland verwendet und nur 1,6 % der Landfläche dient dem Anbau von Getreide, Obst, Gemüse, Wein etc. Auf Städte und Infrastruktur entfallen 0,8 % des Landes.
Neuseelands Kulturlandschaft heutiger Ausprägung ist das Resultat der letzten gut 150 Jahren europäischer Einwanderung und Zivilisation. Riesige Weideflächen bestimmen große Teile des kultivierten Landes. Auf ihnen wurden 2009
rund 32,4 Mio. Schafe zur Woll- und Fleischproduktion, über 5,8 Mio. Milchkühe zur Milchproduktion und rund 4,1 Mio. Rinder sowie etwa 1,1 Mio. Rehe und Hirsche zur Fleischproduktion gehalten. Obwohl der Obst-, Gemüse- und Weinanbau in den letzten 20 bis 30 Jahren zugenommen und größere wirtschaftliche Bedeutung erlangt hat, ist der Flächenverbrauch im Verhältnis zu dem der Viehwirtschaft recht unbedeutend.
Die holzwirtschaftliche Bodennutzung bekam ab den 1950er Jahren in Neuseeland zusehends größere Bedeutung, damit einhergehend auch der Flächenverbrauch. In zwei Aufforstungswellen in den 1960er und 1980er Jahren konnte der Flächenverbrauch gestoppt werden und eine nachhaltige Bewirtschaftung der Nutzwälder Fuß fassen. Heute wird 7 % Neuseelands forstwirtschaftlich nachhaltig bewirtschaftet.

## Infrastruktur
Da Neuseeland gänzlich von der Tasmansee und den Pazifischen Ozean umgeben ist, haben für den Internationalen Personen- und Güterverkehr die Flug- und Seehäfen für das Land eine besondere Bedeutung. Während der Internationale Personentransport per Flugzeug über die beiden Internationalen Flughäfen Auckland und Christchurch abgewickelt wird, verteilt sich der Gütertransport auf die 14 Seehäfen und die beiden größten Airports des Landes in unterschiedlicher Weise. Zu den mit Abstand größten und führenden Seehäfen, zählen der Reihen nach die von Auckland, Tauranga, Christchurch, Dunedin, Whangārei, Napier und Wellington.
Zwischen den bewohnten Inseln des Landes verkehren Fähren, wobei den Fährverbindungen zwischen den beiden großen Insel über die Cook Strait die mit Abstand größte Bedeutung im Transport von Personen und Fahrzeugen und zum Teil auch Waren zukommt.
Das Straßennetz ist sehr gut ausgebaut und dient mit 92 % aller Frachten, die auf dem Landweg transportiert werden, als Haupttransportsystem. Der Rest entfällt auf den Schienenverkehr. Neuseeland verfügte im Jahr 2000 über rund 16.000 km Stadtstraßen und rund 65.500 km Landstraßen, Highways mit eingeschlossen und rund 16.770 Brücken, wobei die Weltbank in ihrem Bericht 2009 die Gesamtlänge des Neuseeländischen Straßensystems bereits mit etwas über 94.000 km angab. Das Schienensystem steht mit 3913 km recht unterentwickelt dagegen.

## Klima

Durchschnittliche Jahrestemperaturen von 1870 bis 2008

Das Klima Neuseelands hat eine große Bandbreite, von warmen subtropischem Wetter im Norden, über alpinen Wetterbedingungen auf Teilen der Südinsel, lokalem Landklima-Einfluss in Otago, bis hin zu regnerischem kühlem Wetter im Süden.
Betrachtet man die beiden Hauptinseln des Landes, wird das Mainland von Neuseeland durch die sich durchs Land ziehenden Bergketten klimatisch grob in zwei Teile geteilt. Durch die vorherrschenden Westwinde sind die westlichen Landesteile feuchter und die östlichen dagegen trockener. Der überwiegenden Teil Neuseelands kann 600 mm bis 1600 mm Niederschlag über das Jahr hin erwarten, mit trockeneren Perioden im Sommer. Der Norden hat mehr Regen im Winter, wogegen der Winter im Süden etwas trockener ist.
Die mittleren Jahrestemperaturen liegen bei 10 °C im Süden bis 16 °C im Norden. Der Juli gilt als der kälteste Monat, Januar und Februar bieten sich als die wärmsten Monate des Jahres an. Die Temperaturschwankungen über das Jahr hinweg sind relativ gering. Von den Küsten zu den Bergen sinkt die Temperatur durchschnittlich um 0,7 °C pro 100 Höhenmeter.
Im Osten auf den windabgekehrten Seiten Neuseelands liegt die Sonnenscheindauer höher als an den regnerischen westlichen Küstenregionen, wobei die meisten Regionen mit mindestens 2000 Stunden Sonnenschein pro Jahr rechnen können. Der mittägliche UV-Index im Sommer ist in Neuseelands sehr hoch, besonders in den nördlichen Regionen und in den Bergen.
Schneefall in den Bergen und in dem Hochland von Otago kann reichlich sein, an den Küsten aber sehr selten.

## Geologie
Neuseeland liegt im Spannungsfeld zweier großer tektonischen Platten, der australischen und der pazifischen Platte. Letztere schiebt sich auf der Nordinsel langsam unter die Australische Platte und auf Südinsel verlaufen ihre Bewegungen gegeneinander versetzt. Die Folgen sind Erdbeben, Verwerfungen und vulkanische Aktivitäten an den Bruchstellen. Neuseeland liegt damit auf dem Pacific Ring of Fire, einem den Pazifischen Ozean umschließenden vulkanisch aktiven Gürtel und gehört zu den Ländern mit der höchsten Anzahl von Erdbeben, wenn auch die meisten von ihnen nicht so folgenschwer sind wie in vergleichbaren Ländern. Zwischen 1843, seitdem erstmals Erdbebenaufzeichnungen vorgenommen wurden, und dem Jahr 2011 ereigneten sich erst 24 größere Erdbeben in Neuseeland, die zu nennenswerten Schäden oder sogar zu Todesfällen führten.
Neuseeland ist reich an Bodenschätzen, wobei die bergbautechnisch genutzte Landfläche im Vergleich dazu äußerst gering ist. Am bedeutendsten für Neuseeland sind nach wie vor die Kohle- und Goldvorkommen, gefolgt von Silber, Platinmetallen und Eisensand bei den Metallen und Bentonit, Bimsstein, Diatomit, Dolomit, Halloysit, Kalkstein, Perlit, Siliciumdioxid, verschiedene Tonminerale und Zeolithe bei den Mineralien.
Wichtige Kohlevorkommen befinden sich auf der Nordinsel im östlichen Teil von Northland, südlich von Auckland bis hinunter in die Region Taranaki und auf der Südinsel an der West Coast um Greymouth und Westport, sowie in Teilen von Southland. Goldvorkommen befinden sich auf der Südinsel in der gesamten Region Otago, im mittleren Bereich der West Coast bis hinauf nach Westport und in der Gegend um Waihi auf der Nordinsel.

## Gewässer

### Flüsse

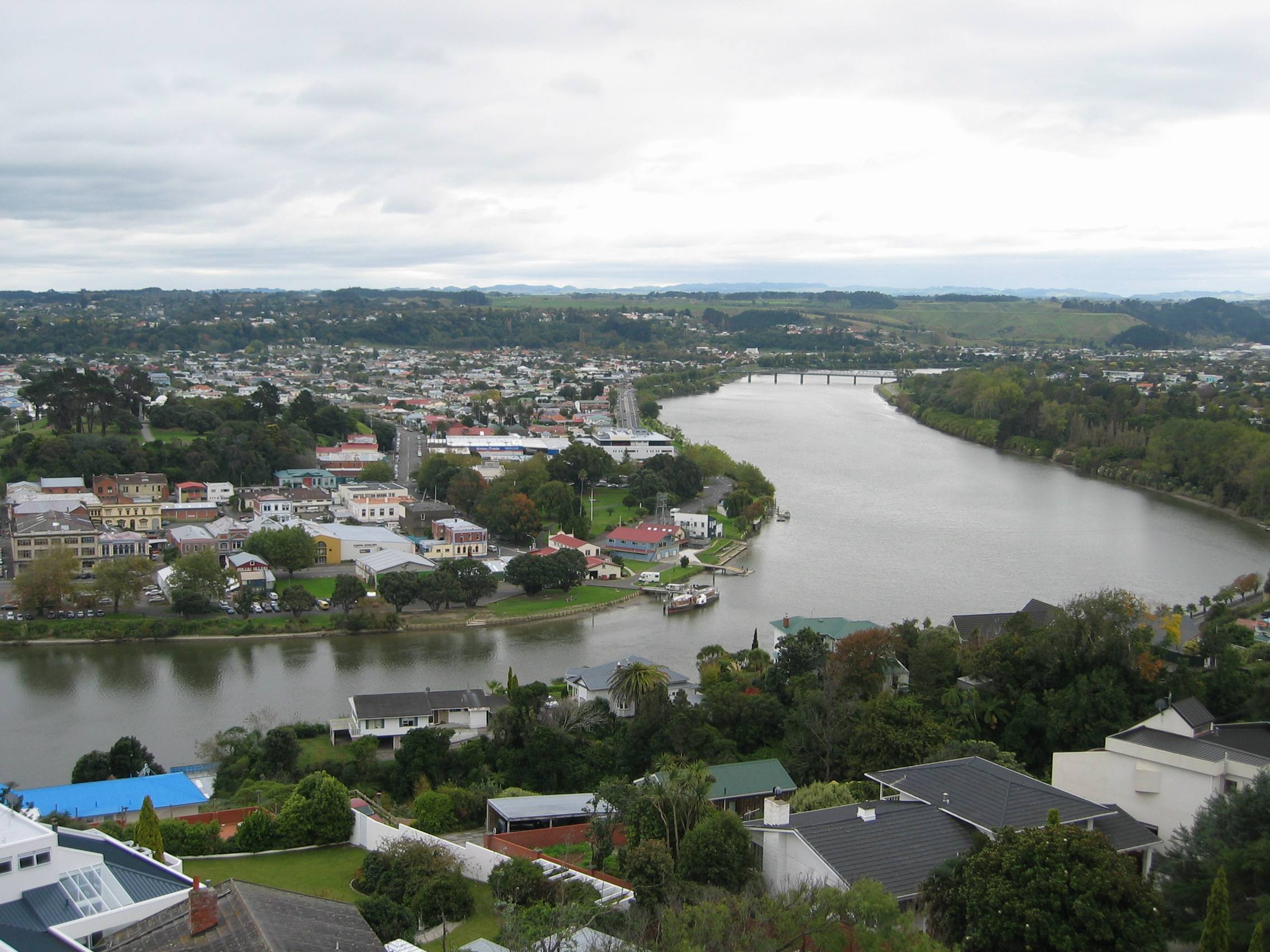
Whanganui River bei Whanganui

Neuseeland besitzt unzählige Flüsse, die zusammengenommen sich auf eine Länge von etwa 426.000 km summieren. Von den bedeutendsten Flüsse befinden sich 17 von ihnen auf der Nordinsel und 19 auf der Südinsel. Als längster Fluss gilt der Waikato River, der sich auf der Nordinsel befindet und eine Länge von 425 km misst. Ihm folgt der Clutha River/Mata-Au mit 322 km auf der Südinsel. Zwischen 200 km und 300 km Länge folgen der Reihe nach der Whanganui River (290 km), Taieri River (288 km), Rangitīkei River (253 km), Mataura River (240 km), Waiau River (217 km), Waiau Toa / Clarence River und Waitaki River mit je 209 km und der Ōreti River mit ca. 195 km Länge.
Betrachtet man allerdings die Flüsse über die Bedeutung der jeweiligen Abflussmengen in die See, ergibt sich ein anderes statistisches Bild. Hier führt der Clutha River/Mata-Au mit knapp über 600 m³/s die Liste der wichtigsten Flüssen an, gefolgt vom Waiau River mit knapp über 500 m³/s, Buller River mit 450 m³/s, Grey River/Māwheranui und Waitaki River mit je 380 m³/s, Waikato River mit 350 m³/s, Haast River, Rakaia River und Whanganui River mit um die 200 m³/s und als letzter der Top Ten der Taramakau River mit rund 170 m³/s Wasserabflussmenge.

### Seen
Schaut man auf die drei Hauptinseln des Landes, besitzt Neuseeland 775 Seen, die über eine Mindestlänge von 0,5 mkm verfügen. All diese Seen zusammen machen 1,3 % der Landfläche aus, wobei die Entstehung der Seen höchst unterschiedliche Ursachen hatte. Der größte Teil der Seen, 38 % entstanden durch Gletscher. All diese Seen befinden sich auf der Südinsel. 16 % der Seen wurden durch Flüsse gebildet, 15 % durch Sanddünen in den Küstenregionen, 5 % durch Erdrutsche in den Bergen, 4 % durch Barrieren, die sich an den Küsten gebildet haben und ebenfalls 4 % entstanden durch vulkanische Aktivitäten. Letztgenannte kommen ausschließlich auf der Nordinsel vor. 8 % aller neuseeländischen Seen sind künstlich entstanden. Bei den restlichen 10 % aller Seen ist die Entstehungsgeschichte nicht bekannt.

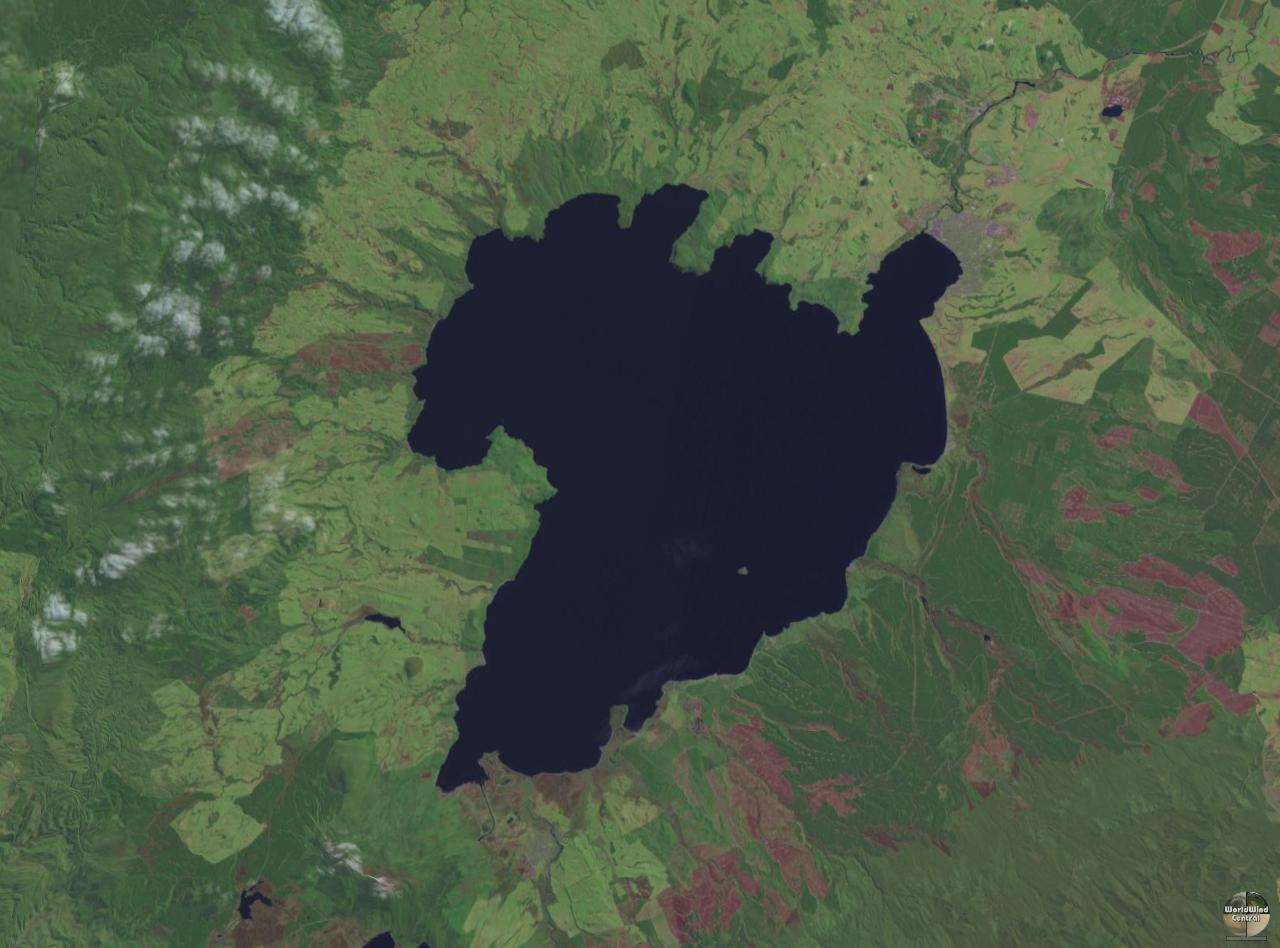
Lake Taupō

60 von Menschenhand erschaffenen Seen wurden zur Stromerzeugung oder als Wasserspeicher angelegt. Der Größte unter ihnen ist der Lake Benmore. Mit einer Ausdehnung von 74 km² ist er auch der zwölftgrößte aller Seen des Landes. Der mit Abstand größte See ist der Lake Taupō. Entstanden aus einem kollabierten Vulkan, dem Taupō, bedeckt der Calderasee eine Fläche von 623 km², ist 163 m tief und umfasst ein Wasservolumen von geschätzten 59 km³. Der See ist in der Taupō Volcanic Zone auf der Nordinsel zu finden. Der nächstgrößte See, der Lake Te Anau, entstand durch Gletscherbildung und ist 348 km² groß, gefolgt vom Lake Wakatipu mit 289 km². Lake Ellesmere / Te Waihora mit 182 km² stellt eine Küstenlagune dar und entstand auf natürlich Weise durch Abspaltung vom Meer.
Lake Wānaka (180 km²), Lake Manapouri (143 km²), Lake Hāwea (138 km²), Lake Pukaki (99 km²) und Lake Tekapo (87 km²), allesamt durch Gletscher entstanden befinden sich auf der Südinsel. Lake Rotorua befindet sich auf der Nordinsel, ist vulkanischen Ursprungs und hat eine Größe von 80 km². Der größte See, der durch einen Erdrutsch entstanden ist befindet sich ebenfalls auf der Nordinsel und heißt Lake Waikaremoana. Er umfasst eine Fläche von 56 km².

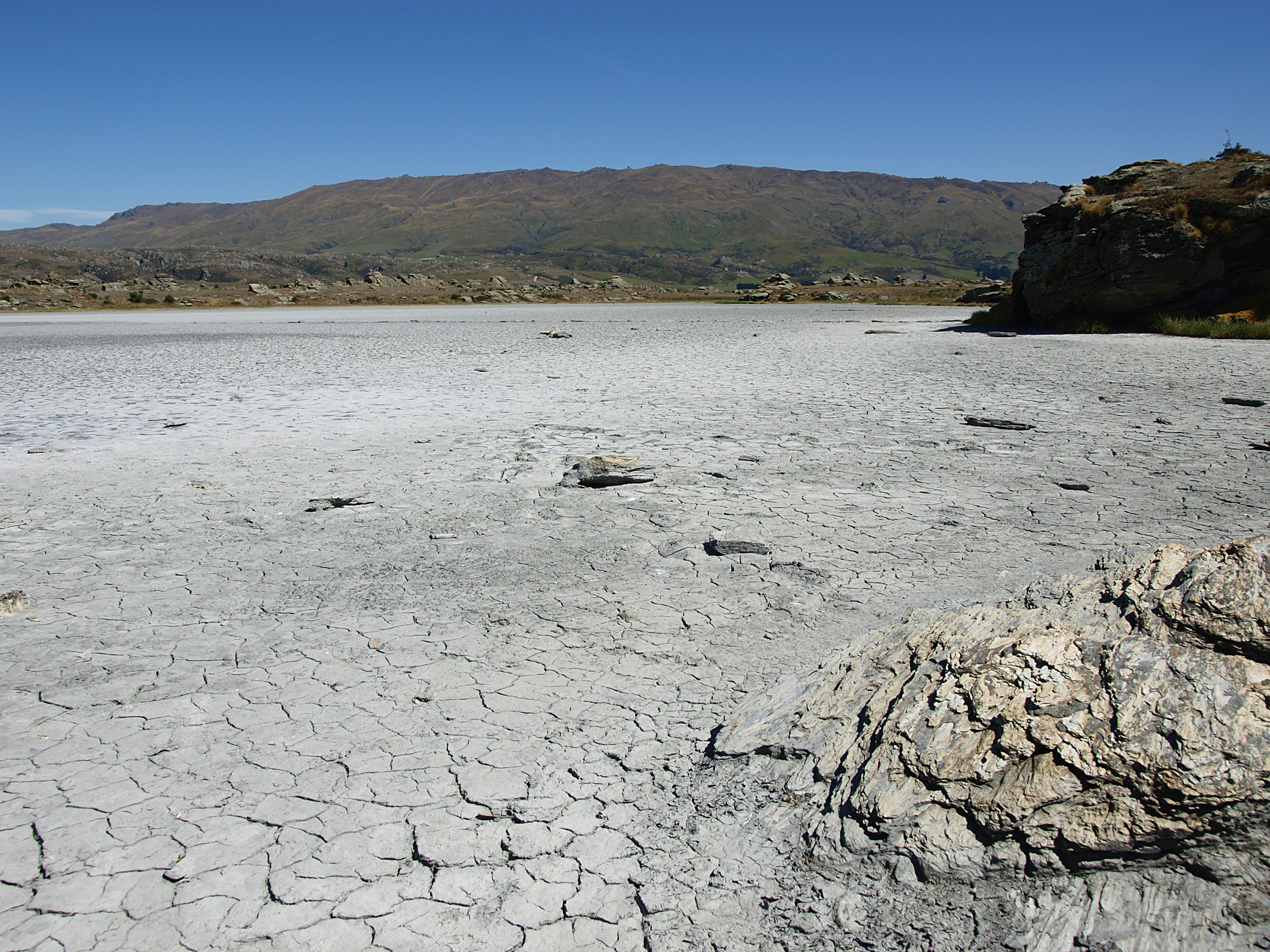
Sutton Salt Lake, einziger Salzsee in Neuseeland

Eine Besonderheit unter Neuseelands Seen stellt der Sutton Salt Lake dar. Der See befindet sich im Hochland von Otago, ist weniger als 2 Hektar groß, trocknet in den Sommermonaten fast vollständig aus und wird durch Salzaerosole von der See mit Salz angereichert. So entstand über geschätzte 20.000 Jahre hinweg Neuseelands einziger Salzsee.

### Küste und Küstengewässer
Neuseeland verfügt über eine rund 15.000–18.000 km lange Küstenlinie, wobei kein Ort des Landes mehr als 130 km von einer Küste entfernt liegt. Zwei Drittel der Küste besteht aus Felsenküste, die anderen Küstenabschnitte haben Sand- oder Kiesstrände. 80 % der Küste ist direkt der See ausgesetzt, der Rest liegt in mehr geschützten Bereichen.
Der Westen der beiden Hauptinseln grenzt an die Tasmansee, wogegen der Norden, Osten, Süden und alle sogenannten Offshore Islands vom Südpazifischen Ozean umgeben sind. Zwischen den Hauptinseln befindet sich die Cook Strait, die an ihrer engsten Stelle 22 km misst und Nord- und Südinsel voneinander trennt. Die zweite Meerenge, Foveaux Strait befindet sich im Süden zwischen der Südinsel und Stewart Island und hält die beiden Inseln auf eine Distanz von 30 km.
Eine Besonderheit der neuseeländischen Küste liegt auf der Südinsel im Südwesten des Landes in Fiordland. Fiordland ist eine geografische Regionen, die von hohen zerklüfteten Bergen, zahlreichen Seen und einer Fjordenlandschaft mit ins Wasser steil abfallenden Felsen geprägt ist und von seiner Ausdehnung her fast deckungsgleich mit dem Fiordland Nationalpark ist. Die Fjorde ziehen sich weitverzweigt zum Teil bis über 40 km ins Landesinnere hinein und dominieren damit das Küstenlandschaftsbild. Die bekanntesten Fjorde sind hier der Milford Sound/Piopiotahi, der Doubtful Sound/Patea und der Tamatea / Dusky Sound.

## Hauptinseln

### North Island
Die Nordinsel von Neuseeland, im Englischen schlicht North Island genannt, stellt mit 113.729 km² die zweitgrößte Insel des Landes dar. Obwohl die Insel mit 3/7 der Gesamtfläche, bezogen auf die beiden Hauptinseln, um einiges kleiner ist als die Südinsel, lebten auf ihr im Jahr 2012 rund 3.394.000 Einwohner und damit 3/4 der gesamten Bevölkerung des Landes. Auf der Nordinsel befinden sich auch die beiden größten Städte des Landes, Auckland Council, seit dem 1. November 2010 ein Zusammenschluss der Städte Auckland City, Manukau City, North Shore City und Waitakere City sowie der Distrikte Franklin District, Papakura District und Rodney District, mit 1.415.550 Einwohnern (2013) Megacity für neuseeländische Verhältnisse und Wellington, mit 490.100 Einwohnern, zweitgrößten Stadt und Hauptstadt des Inselstaates.
Daneben weist die Insel mit dem höchsten aktiven Vulkan des Landes, dem Mount Ruapehu, mit dem größten See des Landes, dem Lake Taupō, und mit dem längsten Fluss des Landes, dem Waikato River (425 km) einige weitere neuseeländische Superlativen auf.

### South Island
Die Südinsel, so wie die Nordinsel einfach South Island genannt, ist mit 150.437 km² die größte Insel von Neuseeland. Sie hat 1.038.500 Einwohner. Die beiden größten Städte der Insel, Christchurch und Dunedin, befinden sich an der Ostküste.
Gegenüber der Nordinsel kann die Südinsel mit dem höchsten Berg des Landes, dem Aoraki/Mount Cook aufwarten. Beeindruckend hier sind vor allem die Southern Alps, eine sich längs durch die Insel ziehende alpine Bergwelt und Fjordland, mit seinen an Norwegen erinnernden Fjorden an der Südwestküste. Des Weiteren befindet sich mit einer Länge von 29 km der größte Gletscher, der Tasman Glacier, mit 1174 m das tiefste Höhlensystem, die Nettlebed Cave zusammenhängend mit dem Stormy Pot rund 45 km westlich von Nelson, mit 462 m der tiefste See, der Lake Hauroko und der einzige Salzsee der Landes, der Sutton Salt Lake auf der Südinsel.

### Stewart Island
Te Punga o Te Waka a Maui (Der Anker von Mauis Kanu) wie Stewart Island von den Māori ursprünglich genannt wurde, hat eine Fläche von 1680 km² und ist nur spärlich bewohnt. Durch den Rakiura-Nationalpark, der rund 93,5 % der Inselfläche einnimmt, stellt Stewart Island allerdings eine touristische Attraktion für Naturverbundene dar.